# Stadio San Filippo
Stadio San Filippo – stadion piłkarski znajdujący się w mieście Mesyna we Włoszech. 
Swoje mecze rozgrywa na nim zespół FC Messina. Jego pojemność wynosi 40 200.